# Madre de Dios (regio)
Madre de Dios (ay: Madre de Dios; qu: Mayutata) is een regio in het zuidoosten van Peru. Het grenst aan Brazilië, Bolivia en de regio's Puno, Cuzco en Ucayali. De regio heeft een oppervlakte van 85.301 km² en heeft 137.316 inwoners (2015). De hoofdstad is Puerto Maldonado.

## Bestuurlijke indeling
De regio is verdeeld in drie provincies, die weer zijn onderverdeeld in 11 districten. Achter elke provincie wordt de hoofdplaats genoemd.
| Nr. | Provincie | Inwoners | Oppervlakte | UBIGEO | Districten | Hoofdplaats      | Inwoners |
| --- | --------- | -------- | ----------- | ------ | ---------- | ---------------- | -------- |
| 1   | Manu      | 24.572   | 27.835 km²  | 1702   | 4          | Salvación        | 1.272    |
| 2   | Tahuamanu | 14.149   | 21.197 km²  | 1703   | 3          | Iñapari          | 1.500    |
| 3   | Tambopata | 101.787  | 36.268 km²  | 1701   | 4          | Puerto Maldonado | 78.996   |

| Detailkaart |
| ----------- |
|             |
| Provincies  |

## Geografie
De oppervlakte is circa 85.301 km². De regio heeft veel regenwouden.
Rivieren zijn de Madre de Dios en de Urubamba.

## Bezienswaardigheden
- Nationaal park Manú

## Verkeer en vervoer
Er is een weg van Puerto Maldonado naar de stad Cuzco.

## Economie
1. Katoen
2. Koffie
3. Suikerriet
4. Cacao
5. Paranoten
6. Palmolie

Goudmijnen vormen de grootste industrie van de regio.

## Natuur

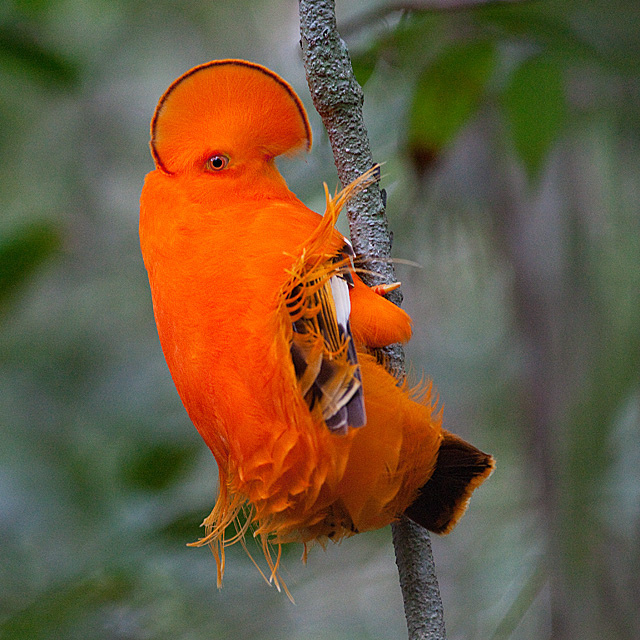
Een Rode rotshaan

### Fauna
De Cock-of-the-rock is een vogel in Madre de Dios.

## Klimaat
Het klimaat is warm en vochtig met temperaturen van circa 26 °C (max. 34 °C, min. 21 °C). Het regenseizoen is van december tot maart.